# Piniphantes
Piniphantes là một chi nhện trong họ Linyphiidae.